# Substitute (The Who)
Substitute è un brano musicale del gruppo rock britannico The Who; venne pubblicato nel 1965 nel Regno Unito come quarto e quinto singolo del gruppo con un diverso lato B e in USA come quarto singolo.

## Storia
Dopo aver rotto il contratto con il produttore Shel Talmy e con la Brunswick Records, il gruppo firmò un accordo con l'etichetta indipendente Reaction, gestita dal loro agente Robert Stigwood.
Realizzarono quindi un nuovo brano, scritto e prodotto dal chitarrista della band, Pete Townshend, che venne registrato il 12 febbraio agli Olympic Sound Studios di Londra; questo venne pubblicato come singolo nel Regno Unito il 4 marzo del 1966 con Circles come lato B che raggiunse la quinta posizione nel Regno Unito; il singolo venne ritirato per questioni legali con l'ex manager relative al brano usato come lato B il quale allora venne registrato nuovamente e rinominato Instant Party per essere inserito come lato B in un nuovo singolo.
il brano venne poi ripubblicato il 14 marzo con un altro lato B, lo strumentale Waltz for a Pig, brano accreditato alla "Who Orchestra" che in realtà era la Graham Bond Organization, formazione sempre gestita dal nuovo manager del gruppo, Stigwood, e formata da Graham Bond, Dick Heckstall-Smith, Mike Falone e Ginger Baker. La stessa versione del disco venne pubblicata anche negli USA il 2 aprile.
Il brano venne ripubblicato in UK nel 1976 come singolo, arrivando alla settima posizione della classifica.

## Tracce

### Edizione UK
- Reaction (591 001) - 4 marzo 1966

Lato A
1. Substitute – 3:48 (Pete Townshend)

Lato B
1. Circle (Ripubblicata come Istant Party) – 2:28 (Pete Townshend)

- Reaction (591 001) - 14 marzo 1966

Lato A
1. Substitute – 3:48 (Pete Townshend)

Lato B
1. The Who Orchestra – Waltz for a Pig – 2:25 (Harry Butcher)

### Edizione USA
- Atco (45 6409) - 2 aprile 1966

Lato A
1. Substitute – 2:58 (Pete Townshend)

Lato B
1. The Who Orchestra – Waltz for a Pig – 2:25 (Harry Butcher)

## Cover
- Il gruppo punk rock Ramones registrò una versione della canzone, che contiene il contributo di Pete Townshend ai cori di sottofondo, sull'album del 1994 Acid Eaters.
- Una versione della canzone venne pubblicata su singolo dai Sex Pistols.
- I Blur reinterpretarono il brano per il tribute album Who Covers Who? del 1994.
- Gli Stereophonics su singolo.
- Great White
- Marillion
- The Litter sull'album Distortions.